# Kieselalgen

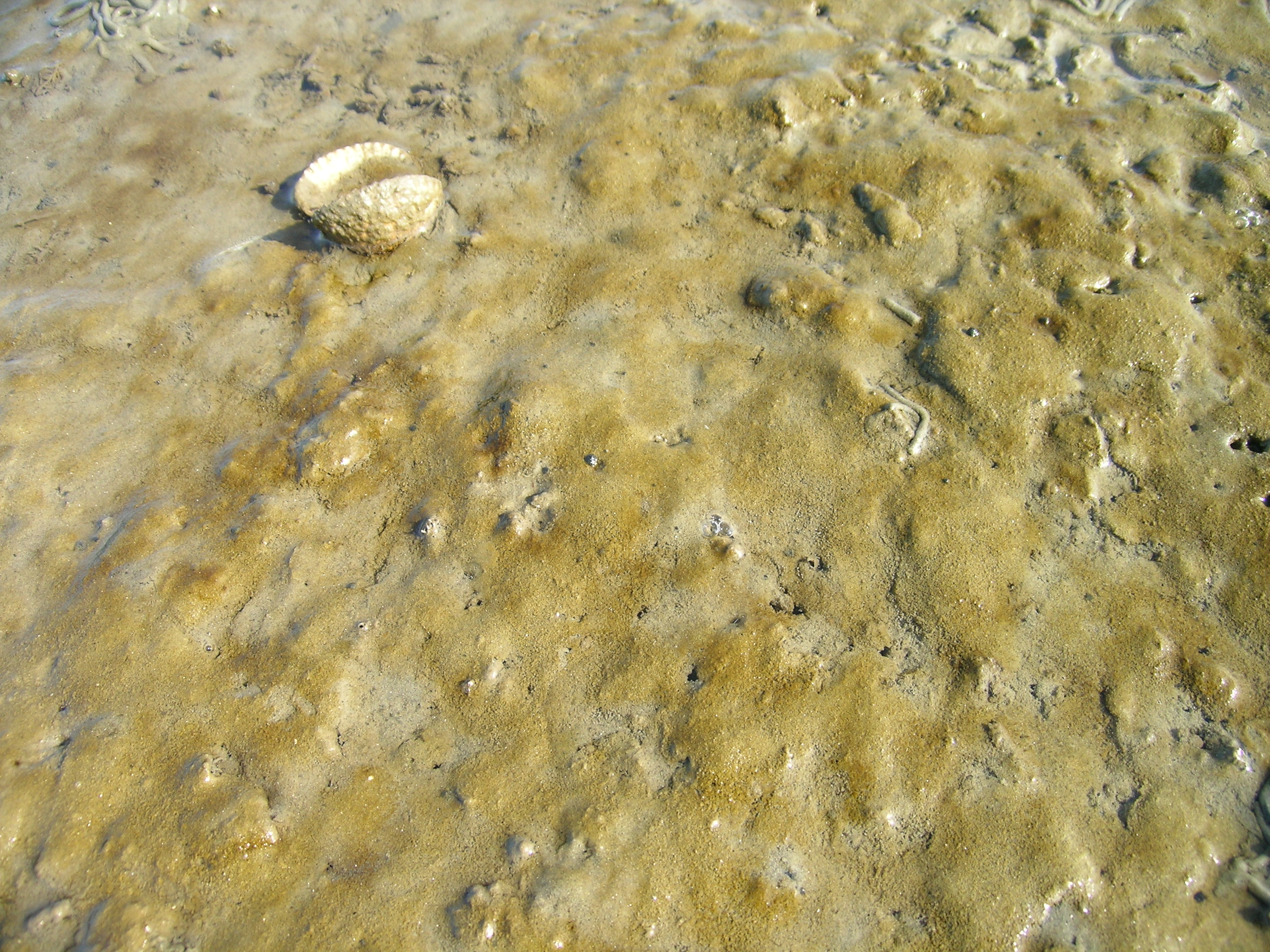
Kieselalgen bilden oft Überzüge und Matten am Gewässergrund aus, die auch makroskopisch erkennbar sind.

Die Kieselalgen oder Diatomeen (Bacillariophyta) bilden ein Taxon von Photosynthese betreibenden Protisten (Protista) und werden in die Gruppe der Stramenopilen (Stramenopiles) eingeordnet.
Oft wird die Gruppe mit dem synonymen Namen Diatomea Dumortier bezeichnet, alternativ sind auch die synonymen Namen Fragilariophyceae, Diatomophyceae in Verwendung. Einige Autoren nennen die Kieselalgen Bacillariophyceae, sie ordnen sie also als Klasse in die dann als Phylum aufgefassten photosynthetischen Vertreter der Stramenopiles (Ochrophyta) ein, diese Auffassung wird etwa in den Datenbanken DiatomBase und WoRMS vertreten. Diese Verwendung ist allerdings missverständlich, da andere Taxonomen eine enger abgegrenzte Klasse Bacillariophyceae, als eine von drei Klassen innerhalb der Diatomeen aufführen. Bei Verwendung dieses Namens ist also die jeweilige Auffassung zu kontrollieren, da es sonst zu Missverständnissen kommt.
Unterschieden werden heute rund 6000 Arten. Es wird jedoch angenommen, dass insgesamt bis zu 100.000 Arten existieren. Eine Arbeitsstelle für Diatomeen-Forschung (mit umfangreicher Sammlung und Online-Katalog), begründet von Friedrich Hustedt, befindet sich im Alfred-Wegener-Institut.

## Merkmale

### Äußerlichkeiten

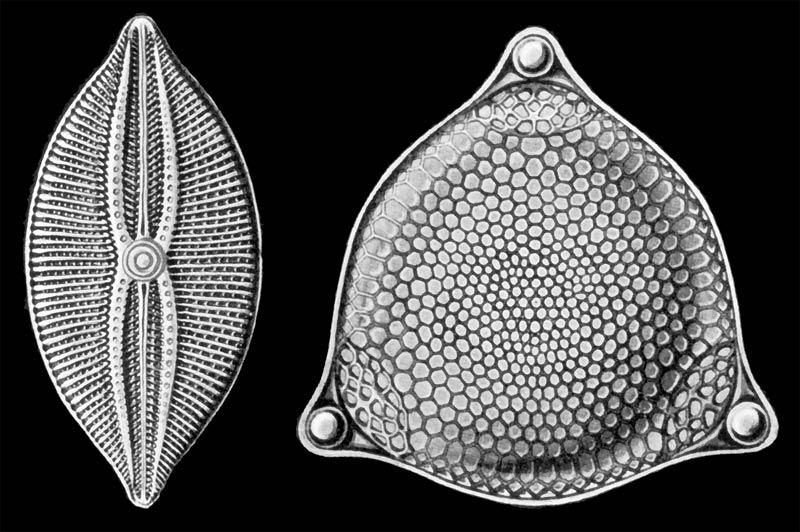
Pennate und zentrische Kieselalge;
Aus Kunstformen der Natur (Ausschnitt)

Ihren deutschen Trivialnamen verdanken die Kieselalgen der Zellenhülle (Frustel), die überwiegend aus Siliziumdioxid (Summenformel: SiO2) besteht, dem Anhydrid der Kieselsäure (vereinfachte Summenformel: SiO2 · n H2O). Die Kieselsäure wird jedoch im deutschen Sprachraum oft fälschlich mit ihrem Anhydrid gleichgesetzt. Das Siliziumdioxid gewinnt der Organismus aus der Monokieselsäure Si(OH)4.

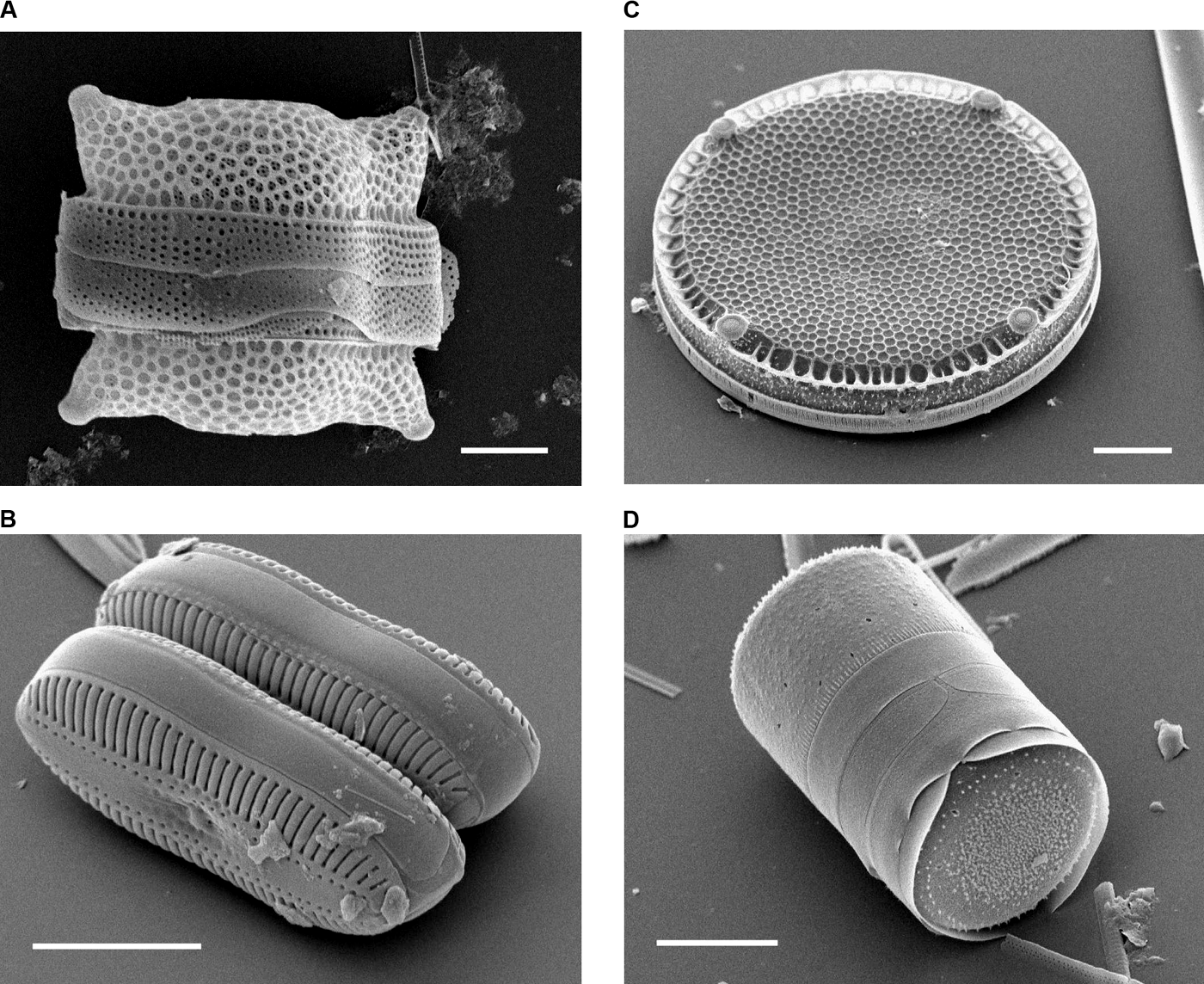
Diese sekundärelektronenmikroskopischen Aufnahmen zeigen die Schalen- und Gürtelbänder, bei B sind zudem die schlitzförmigen Raphen erkennbar.

Die Frustel ist schachtelförmig und besteht aus zwei schalenförmigen Teilen unterschiedlicher Größe, von denen die eine („Epitheka“) mit ihrer Öffnung über die Öffnung der anderen („Hypotheka“) greift. Die Schalen sind in charakteristischen Mustern strukturiert. Aufgrund der Schalengeometrie werden zwei Typen von Kieselalgen unterschieden: Zentrische Kieselalgen (Centrales) haben zumeist runde, bisweilen auch dreieckige Schalen, während pennate Kieselalgen (von lateinisch pinnatus ‚gefiedert‘:
die früheren Ordnung Pennales bzw. heutig Klasse Bacillariophyceae) stab- oder schiffchenförmige, mitunter auch bogen- oder S-förmig gekrümmte Gehäuse ausbilden. Die Schalen werden mittels spezieller Peptide angelegt, die als Silaffine bezeichnet werden. Die Silaffine ermöglichen die Ausfällung des Siliziumdioxids in kleine globuläre Siliziumdioxidaggregate, die sogenannten „Nanospheren“. Diese haben einen Durchmesser von 30 bis 50 nm und bilden in ihrer Gesamtheit die eigentlichen Schalen aus. Viele pennate Kieselalgen können auf einer festen Unterlage mit Hilfe einer Raphe kriechen. Die Geschwindigkeit beträgt bis zu 20 μm/s.

### Aufbau und Größe
Kieselalgen sind einzellig und fast stets unbegeißelt. Nur bei einigen Arten besitzen die männlichen Gameten eine Geißel, eine nach vorn gerichtete Flimmergeißel. Die durch sekundäre Endosymbiose mit einer Rotalge entstandenen Plastiden sind braun gefärbt, da das Xanthophyll Fucoxanthin die Farbe der Chlorophylle (Chlorophyll a und c) überdeckt. Als Reservestoff dient Chrysolaminarin.
In der Regel sind Kieselalgen mikroskopisch klein. Zum Beispiel erreicht die Achnanthes eine Länge von 40 Mikrometer. Einige Arten können jedoch bis zu 2 Millimeter lang werden.

## Vermehrung

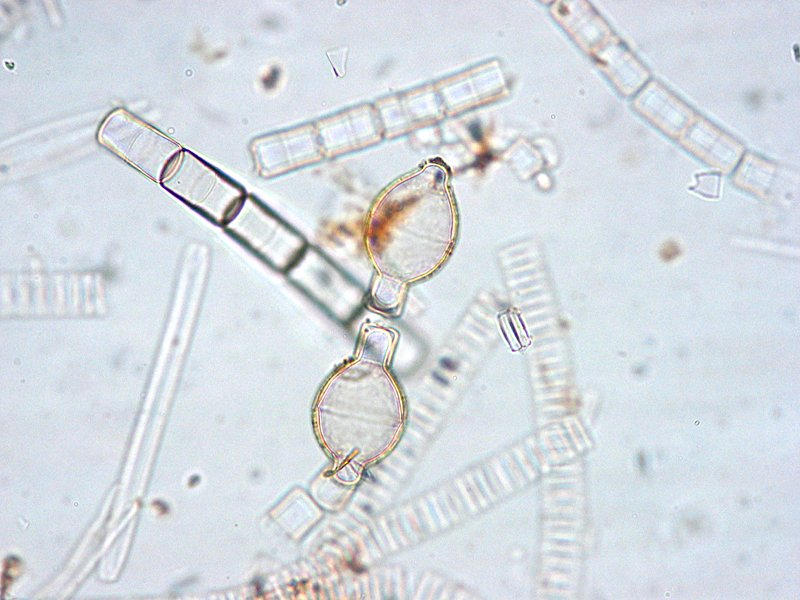
Auxosporen von Melosira varians

Die Diatomeen sind diploid und vermehren sich hauptsächlich ungeschlechtlich durch Zellteilung. Die Tochterzellen erhalten jeweils einen Schalenteil und bilden den anderen Teil neu; hiervon leitet sich auch die Bezeichnung „Diatomee“ (altgriechisch διατέμνειν (diatemnein) = spalten) ab. Der neue Schalenteil ist stets die kleinere Hypotheka, so dass im Generationenverlauf die Zellgröße fast aller Nachkommen fortlaufend schwindet, nur die Tochterzelllinie der Ausgangs-Epitheka behält die ursprüngliche maximale Größe bei. Wird eine Minimalgröße unterschritten, stirbt das Individuum. Bevor eine Minimalgröße erreicht wird, können jedoch Sexualvorgänge stattfinden. Aus den Zellen bilden sich durch Meiose haploide Gameten. Bei zentrischen Kieselalgen wurde Oogamie nachgewiesen: Die Gameten werden frei, nach Verschmelzen eines weiblichen mit einem männlichen Gameten bildet sich aus der Zygote unter Größenwachstum eine Dauerform, eine sogenannte Auxospore. Bei pennaten Kieselalgen wurde Konjugation beobachtet: Zwei Partner legen sich aneinander und bilden eine gemeinsame Cytoplasmabrücke („Konjugationskanal“), in die jeweils ein haploider Kern und ein Chloroplast der beiden Partner einwandern. Aus der so gebildeten Zygote bildet sich eine Auxospore, in der die Kernverschmelzung (Karyogamie) stattfindet. Aus den Auxosporen der zentrischen und pennaten Kieselalgen wird jeweils eine größere neue Kieselalge mit einer neuen zweiteiligen Schale gebildet.

## Vorkommen

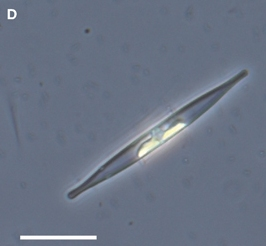
Extremophile Kieselalge vom Mono Lake Tufa State Reserve

Kieselalgen kommen hauptsächlich im Meer und in Süßgewässern planktisch oder benthisch vor, oder sie sind auf Steinen oder Wasserpflanzen (Epiphyten) angesiedelt. Manche Arten brauchen reines und kaum verschmutztes Wasser und sind aus diesem Grunde auch Zeigerorganismen für unbelastete Gewässer. Andere Arten wiederum, die im engl. auch als agricultural guild bezeichnet werden, sind typisch für Gewässer, die durch landwirtschaftliche Einträge, bspw. durch Überdüngung, besonders belastet sind. Zu diesen werden u. a. Navicula radiosa, Melosira varians, Nitzschia palea, Diatoma vulgare oder Amphora perpusilla gezählt. Auch terrestrische Arten finden sich unter den Diatomeen; diese besiedeln Böden, in tropischen Gebieten auch Blätter von Bäumen.

## Systematik

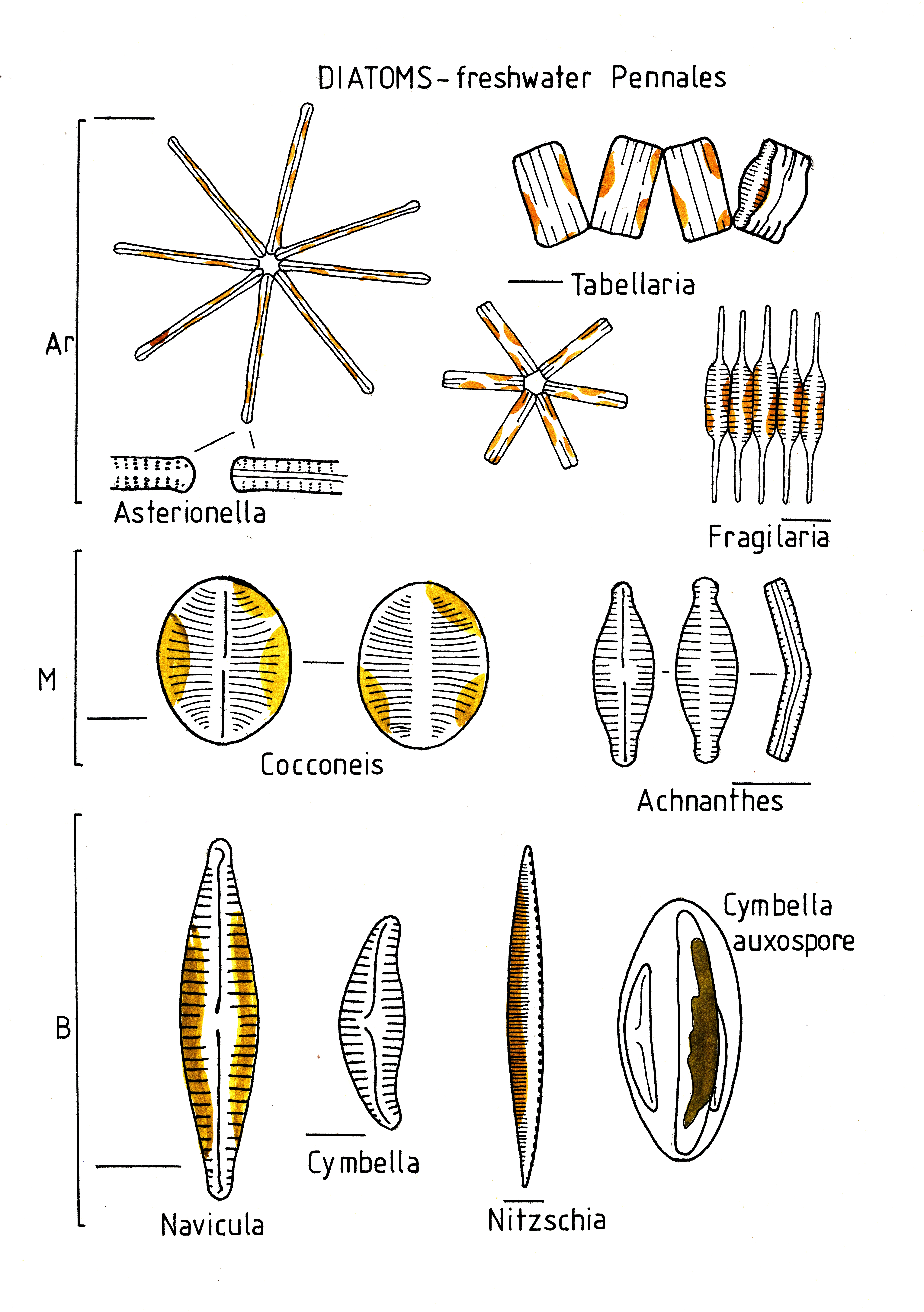
Illustration: Kieselalgen Süßwasser-Pennales

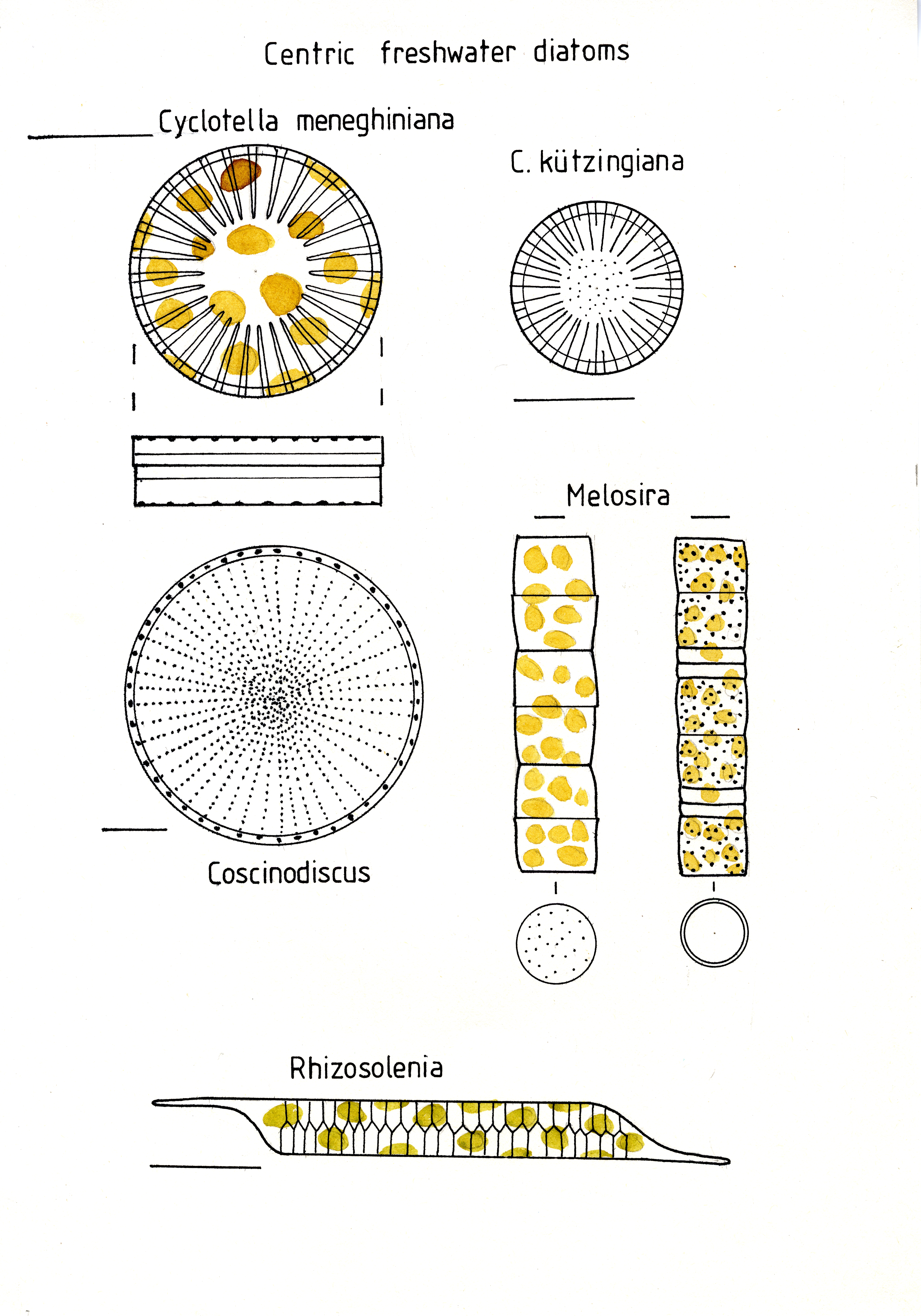
Illustration: Zentrische Süßwasser-Kieselalgen

Die Kieselalgen wurden traditionell in die radiärsymmetrischen Centrales und die bilateralsymmetrischen Pennales gegliedert. Die Centrales sind jedoch paraphyletisch, eine stabile Systematik auf molekulargenetischer Grundlage hat sich noch nicht etabliert. Nach der taxonomischen Datenbank Diatombase existiert derzeit keine allgemein akzeptierte Gliederung der Kieselalgen in Subtaxa.
Eine weit verbreitete, aber nicht von allen Taxonomen anerkannte Gliederung könnte so aussehen, die höhere Gliederung wurde in vergleichbarer Form in die weithin verwendete Klassifikation der Eukaryoten durch Sina Adl und Kollegen übernommen.

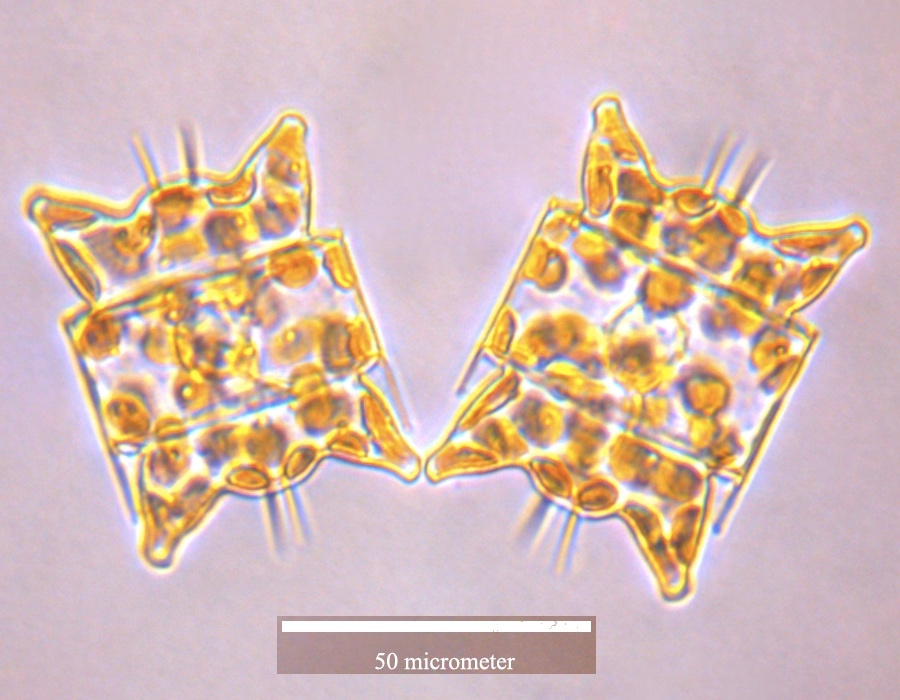
Odontella aurita

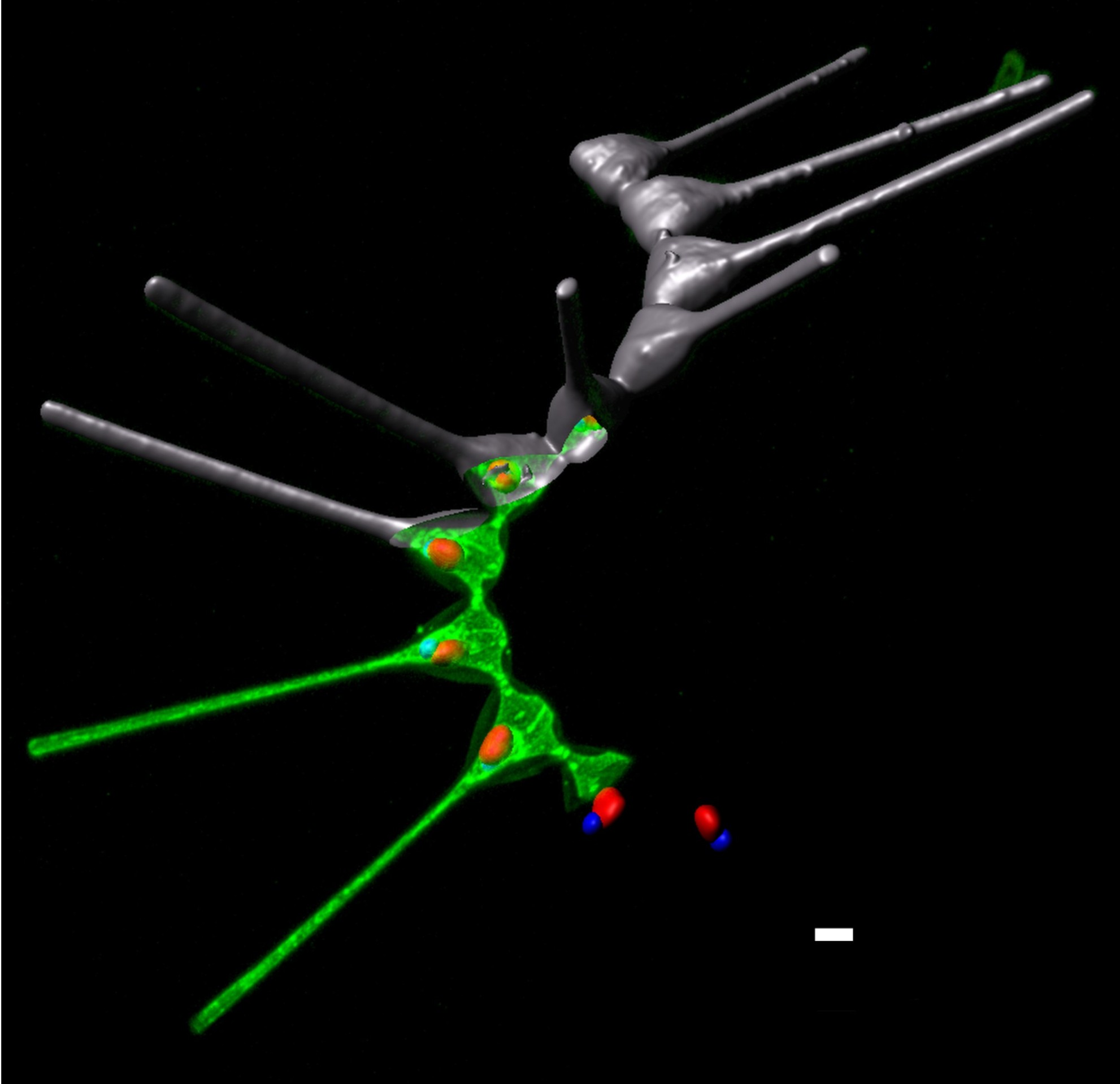
Fluoreszenzmikroskopie einer Kette von Asterionellopsis sp., einer marinen Gattung (Balken 5 µm).

- Unterabteilung Coscinodiscophytina
  - Klasse Coscinodiscophyceae
    - Ordnung Asterolamprales
    - Ordnung Arachnoidiscales
    - Ordnung Aulacoseirales
      - Gattung Aulacoseira

    - Ordnung Chrysanthemodiscales
    - Ordnung Corethrales
    - Ordnung Coscinodiscales
    - Ordnung Ethmodiscales
    - Ordnung Melosirales
      - Gattung Melosira

    - Ordnung Orthoseirales
    - Ordnung Rhizosoleniales
      - Gattung Rhizosolenia

    - Ordnung Stictocyclales
    - Ordnung Stictodiscales
    - Ordnung Leptocylindrales
- Unterabteilung Bacillariophytina
  - Klasse Mediophyceae
    - Ordnung Anaulales
    - Ordnung Biddulphiales
    - Ordnung Chaetocerotales
      - Gattung Chaetoceros

    - Ordnung Cymatosirales
    - Ordnung Eupodiscales (Tricertiales)
      - Gattung Pleurosira

    - Ordnung Hemiaulales
      - Gattung Climacodium
      - Eucampia zodiacus im LichtmikroskopEucampia zodiacus im ElektronenmikroskopGattung Eucampia
      - Gattung Hemiaulus

    - Ordnung Lithodesmiales
    - Ordnung Thalassiosirales
      - Gattung Cyclotella

    - Ordnung Toxariales

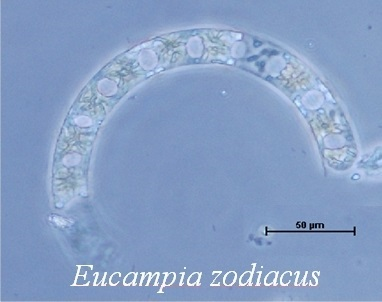
Eucampia zodiacus im Lichtmikroskop

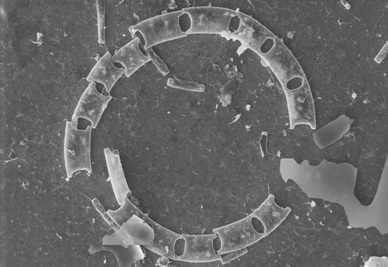
Eucampia zodiacus im Elektronenmikroskop

  - Klasse Bacillariophyceae (entspricht weitgehend den früheren Pennales)
    - Ordnung Raphoneidales
    - Ordnung Rhabdonematales
    - Ordnung Cocconeidales
      - Gattung Algenläuse (Cocconeis)

    - Ordnung Fragilariales (vermutlich paraphyletisch)
      - Gattung Asterionella
      - Gattung Diatoma
      - Gattung Fragilaria
      - Gattung Meridion
      - Gattung Synedra

    - Ordnung Tabellariales
      - Gattung Tabellaria

    - Ordnung Licmophorales
    - Ordnung Thalassionematales
    - Ordnung Eunotiales
      - Gattung Eunotia

    - Ordnung Lyrellales
    - Ordnung Mastogloiales
    - Ordnung Dictyoneidales
    - Ordnung Cymbellales
      - Gattung Cymbella
      - Gattung Didymosphenia (u. a. Didymosphenia geminata)
      - Gattung Gomphonema
      - Gattung Rhoicosphenia

    - Ordnung Achnanthales
      - Gattung Achnanthes

    - Ordnung Naviculales
      - Gattung Diploneis
      - Gattung Gyrosigma
      - Gattung Haslea (siehe Grethe Rytter Hasle §Ehrungen)

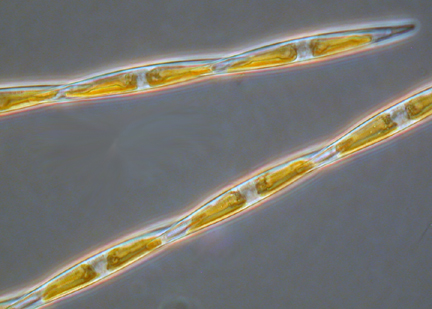
Pseudo-nitzchia sp.

      - Gattung Navicula
      - Gattung Pinnularia
      - Gattung Stauroneis

    - Ordnung Thalassiophysales
      - Gattung Amphora

    - Pseudo-nitzchia sp.Ordnung Bacillariales
      - Gattung Bacillaria
      - Gattung Hantzschia
      - Gattung Nitzschia
      - Gattung Pseudo-nitzschia

    - Ordnung Rhopalodiales
      - Gattung Epithemia

    - Ordnung Surirellales
      - Gattung Cymatopleura
      - Gattung Surirella

## Eine mehrtausendjährige Kieselalge
Normalerweise vermehren sich die Algen in Zyklen von etwa drei Tagen durch ungeschlechtliche Teilung und können deshalb potenziell unendlich fortleben. 2025 haben Forscher, die mit dem Expeditionsschiff Elisabeth Mann Borgese in der Ostsee unterwegs waren und im Gotlandtief Tiefbohrkerne entnommen haben, eine Kieselalge in Sedimenten geborgen, die vor rund 6870 Jahren abgelagert wurden. Mit dem Fortschreiten der Gletscherschmelze versank die Alge als Gesamtorganismus an einer sehr tiefen Stelle der jungen Ostsee und stellte ihre Lebensfunktionen ein. Weil bekannt ist, dass viele Lebewesen bei ungünsten Umweltbedingungen in einen Zustand der Dormanz fallen, versorgten die Forscher diese Alge nun im Labor mit Licht, Sauerstoff und Nährstoffen. Sie erwachte zu neuem aktivem Leben, teilte sich und produzierte wieder aus Kohlendioxid Sauerstoff, alles wie ihre heutigen Artgenossen.

## Bedeutung

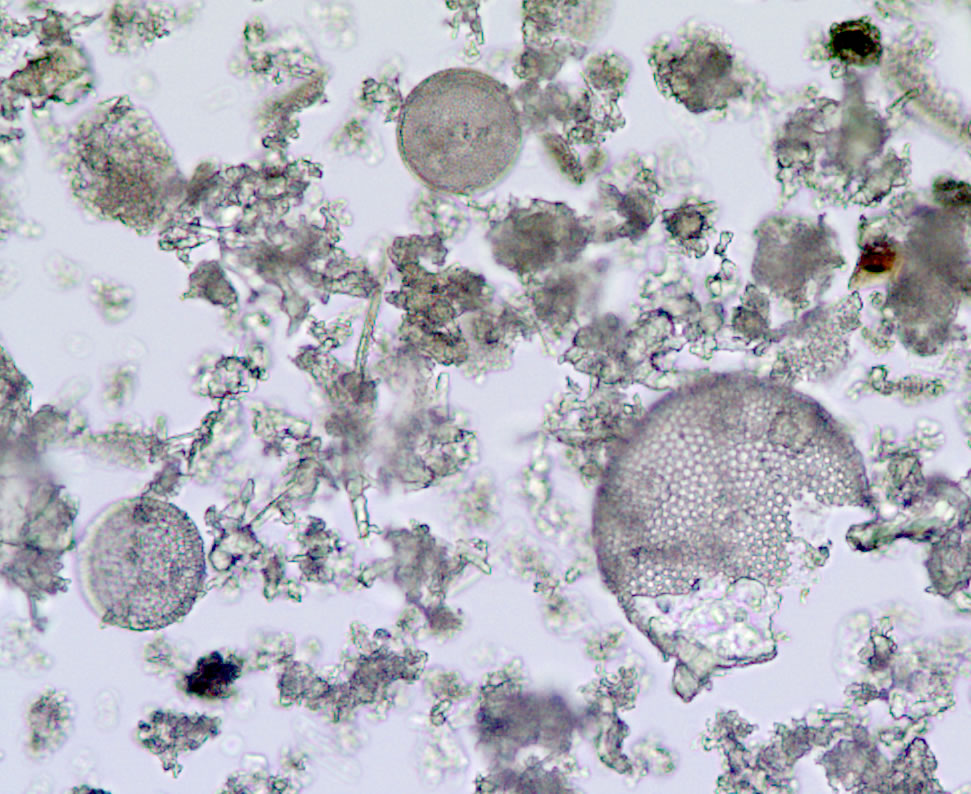
Untersuchung einer kommerziellen Diatomeenerde in Wasserfiltern für Schwimmbecken

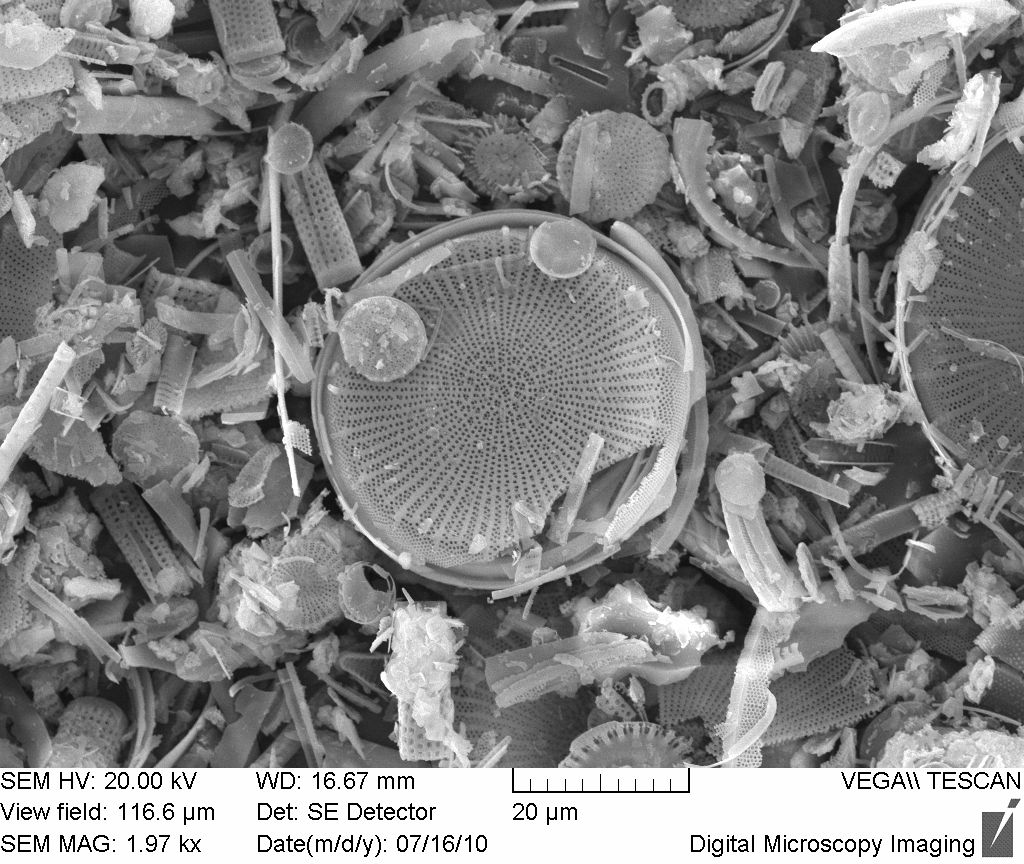
Präparat verschiedener Diatomeen unter dem Rasterelektronenmikroskop

Die Kieselalgen sind Hauptbestandteil des Meeresphytoplanktons und sind die Haupt-Primärproduzenten organischer Stoffe, bilden also einen wesentlichen Teil der Basis der Nahrungspyramide. Als Sauerstoff produzierende (oxygene) Phototrophe erzeugen sie auch einen großen Teil des Sauerstoffs in der Erdatmosphäre.
Aus der relativen Arten-Zusammensetzung der Kieselalgenpopulation eines Gewässers kann recht exakt dessen Trophiegrad abgeleitet werden (Diatomeenindex), sowie weitere Gewässerparameter wie pH-Wert, Salinität, Saprobie etc. Diese Verfahren können auch auf Sedimente oder auf Öllagerstätten angewandt werden und geben dann Aufschluss über die ehemals herrschenden Lebensbedingungen.
Zur Identifizierung der Arten wird eine Aufwuchsprobe mit Kieselalgen mit Schwefelsäure, Wasserstoffperoxid, Kaliumdichromat oder einem anderen Oxidationsmittel behandelt und so werden alle organischen Bestandteile der Probe aufgelöst. Es bleiben nur noch die reinen Siliziumdioxid-Schalen übrig. Diese werden in einem Einschlussmedium mit hohem optischem Brechungsindex (z. B. Naphrax™) eingebettet und lichtmikroskopisch mit dem Phasenkontrast-Verfahren bei ca. 1000-facher Vergrößerung identifiziert.
Sterben die Zellen, sinken sie auf den Grund des Gewässers ab, die organischen Bestandteile werden abgebaut und die Siliziumdioxid-Schalen bilden eine Ablagerung, die sogenannte Kieselgur (Diatomeenerde). Dieser Prozess ist, insbesondere im Marinen, erst unterhalb der CCD (Calcit-Kompensationstiefe) effizient genug, um große Vorkommen zu bilden. Die entstehende Kieselgur wird in Technik und Medizin angewendet. Diatomeenschalen finden unter anderem Verwendung als Filter, zur Herstellung von Dynamit, in Zahnpasta als Putzkörper, als giftfreies Insektenbekämpfungsmittel in Form von Ungezieferpuder, sowie als reflektierendes Material in der Farbe, die für Fahrbahnmarkierungen im Straßenbau verwendet wird. Außerdem finden Kieselalgen in der forensischen Medizin Verwendung (Diatomeennachweis). Ihre Aussagekraft für den Nachweis eines Ertrinkungstodes wird jedoch kontrovers diskutiert.
Insbesondere im 19. Jahrhundert dienten Diatomeen zur Anfertigung ästhetischer mikroskopischer Präparate, deren gemeinsame Betrachtung in Salons ein beliebter Zeitvertreib in höheren gesellschaftlichen Kreisen war. Zur höchsten Perfektion in der handwerklich extrem schwierigen Anfertigung solcher Präparate hat es Johann Diedrich Möller aus Wedel bei Hamburg gebracht.
Marine Diatomeen können zu Vergiftungen bei Mensch und Tier führen, da einige Arten, insbesondere Pseudo-nitzschia, Nitzschia oder Amphora Domoinsäure produzieren. In filtrierende Meerwasser-Organismen, wie Muscheln, oder in sich von diesen Tieren ernährende Arten, wie Fischen, können sich diese Diatomeen akkumulieren. Kommt es zum Verzehr solcher mit Domoinsäure angereicherten Organismen durch den Menschen, treten Vergiftungserscheinungen auf, die als Amnesic Shellfish Poisoning (ASP) bezeichnet werden. Als Symptome treten insbesondere Gedächtnisverlust, Übelkeit, Krämpfe, Durchfall, Kopfschmerz und Atembeschwerden auf.

## Literatur

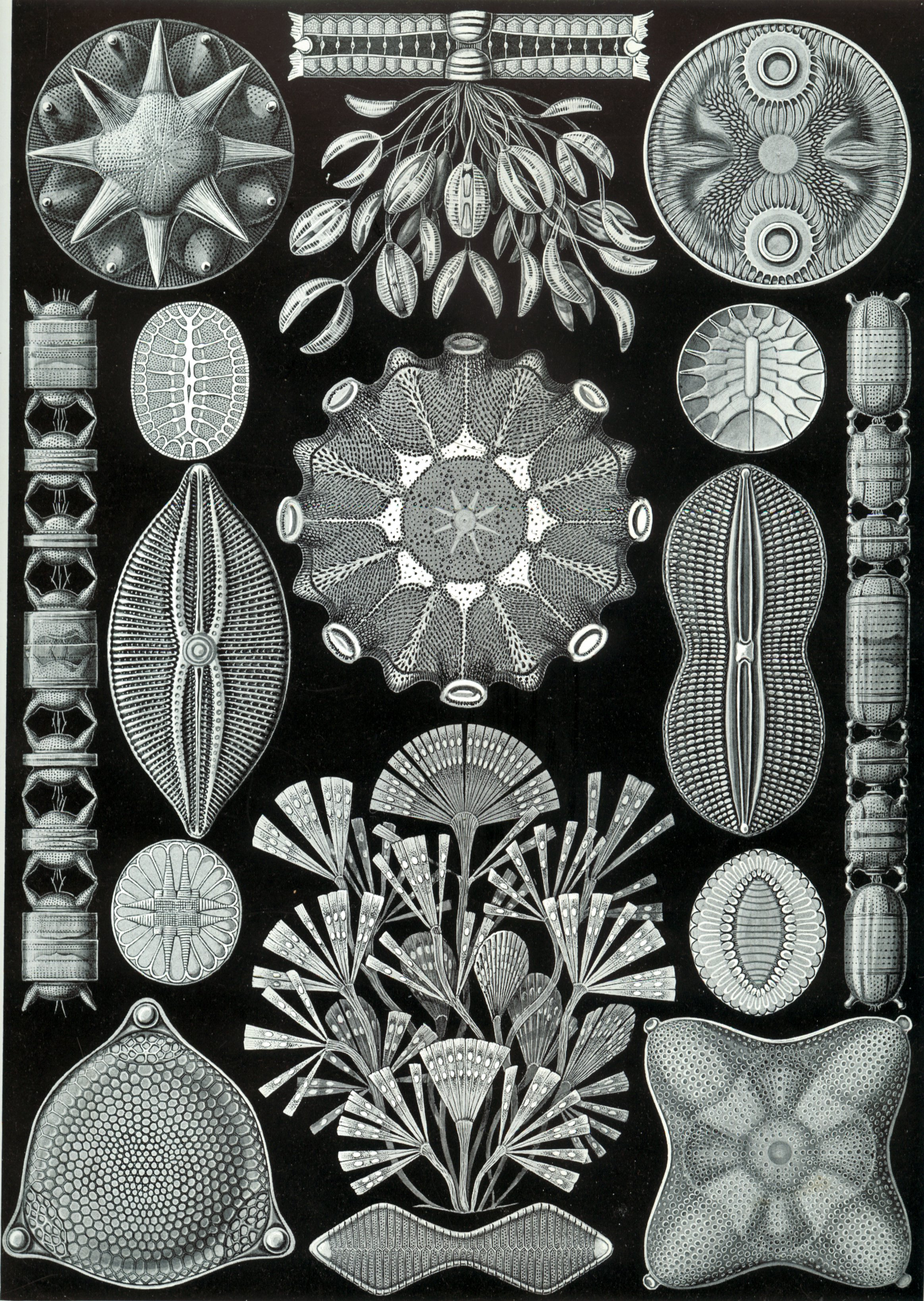
Aus Ernst Haeckels Kunstformen der Natur (1904), Tafel 84

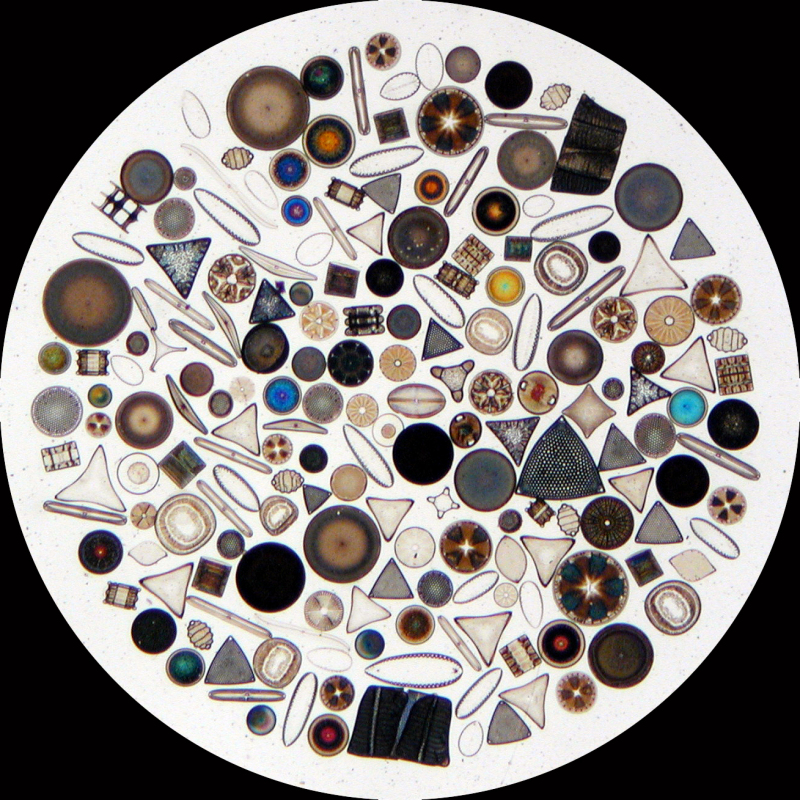
Diatomeen-Kreispräparat aus dem Jahr 1903 von Watson & Sons, London